# Akute Referenzdosis
Die Akute Referenzdosis (ARfD) ist ein Konzept der Risikobewertung von Pflanzenschutzmitteln. Für Rückstände in Lebensmitteln ist die ARfD diejenige Substanzmenge, die mit der Nahrung innerhalb von 24 Stunden oder einer kürzeren Zeitspanne ohne merkliches Gesundheitsrisiko aufgenommen werden kann. Die ARfD wird unter Anwendung eines Sicherheitsfaktors aus dem NOAEL abgeleitet. Das Konzept wurde beim Joint FAO/WHO Meeting on Pesticide Residues (JMPR) 1994 entwickelt.